# Pachypodium rutenbergianum
Pachypodium rutenbergianum är en oleanderväxtart som beskrevs av Wilhelm Vatke. Pachypodium rutenbergianum ingår i släktet Pachypodium och familjen oleanderväxter. Inga underarter finns listade i Catalogue of Life.